# Kniha roku Lidových novin 2001
Kniha roku Lidových novin 2001 je anketa Lidových novin o nejzajímavější knihu roku 2001. V anketě hlasovala zhruba polovina z dvou set oslovených osobností a s 26 body zvítězila kniha Europeana. Stručné dějiny dvacátého věku Patrika Ouředníka. Respondenti hlasovali pro tři tituly a ty dle pořadí získaly pět, tři či jeden bod. Výsledky ankety vyšly v mimořádném vydání novinové přílohy Orientace 29. prosince 2001.

## Výsledky
1. Patrik Ouředník: Europeana. Stručné dějiny dvacátého věku – 26 bodů
2. Ivan Wernisch: Zapadlo slunce za dnem, který nebyl – 25 bodů
3. Miroslav Červenka: Dějiny českého volného verše – 22 bodů
4. Jáchym Topol: Noční práce – 20 bodů
5. Květa Legátová: Želary – 19 bodů
6.–7. Vladimír Binar: Playback – 18 bodů
6.–7. Samuel P. Huntington: Střet civilizací – 18 bodů
8.–9. Vladimir Nabokov: Pnin – 17 bodů
8.–9. Jan Amos Dus a Petr Pokorný (eds.): Neznámá evangelia: Novozákonní apokryfy I. – 17 bodů
10. Jan Kořínek: Staré paměti kutnohorské – 16 bodů